# الدورته (باركشير)
الدورته (بالإنجليزية: Aldworth)‏ هي قرية و أبرشية مدنية تقع في المملكة المتحدة في باركشير. يقدر عدد سكانها بـ 296 نسمة ومساحتها 9.06 كم2 .